# Чепчугово
Чепчуго́во (рос. Чепчугово) — присілок у складі Режівського міського округу Свердловської області.
Населення — 1 особа (2010, 4 у 2002).
Національний склад станом на 2002 рік: росіяни — 75 %.